# 単項式
数学における単項式（たんこうしき、英: monomial）とは、大ざっぱに言えばただひとつの項しかもたない多項式（整式）のことをいう。単項式は多項式（あるいは形式冪級数）の項として、一般の多項式（形式冪級数）を構成する構成ブロックの役割を果たす。"polynomial"（多項式）という単語は「多数」を意味する接頭辞 "poly-" に（「部分」を意味する）ギリシャ語 "νομός" (nomós) を足したものに由来するので、monomial（単項式）は理論上は "mononomial" と呼ばれるべきであり、"monomial" は "mononomial" の語中音消失 (haplology) である。

## 定義
単項式とは、変数の冪積（べきせき、power product）と係数と呼ばれる定数との積として書ける多項式の一種を言う。任意の変数 x に対する x0 に関して空積の規約のもと 1 (=x0) と見なされるから、定数も定数項のみからなる単項式と考えるのが普通である。
変数を x, y, z とし、係数を複素数にとれば
−7x5 や (3 − 4i)x4yz13
などを単項式の例に挙げることができる。多項式における変数の冪指数は非負整数に限られるから、ここでの冪積に現れる冪指数もそのようなものに限る。ただし、特定の文脈において多項式を一般化する概念を単に「多項式」と呼ぶような場合には、それに対応する意味での「単項式」の冪指数も非負整数以外の値を取り得る。例えばローラン級数の文脈における「単項式」（ローラン単項式）の指数は負でもよく、ピュイズー級数の文脈における「単項式」（ピュイズー単項式）の指数は有理数となり得る。
係数を持たない変数の（非負整数冪の）冪積という意味に限って「単項式」と呼ぶ場合も少なからずある。この意味における単項式は、一変数の場合 非負整数 n を冪指数とする x の冪 xn に限られる（n = 0 のときは 1 になる）。多変数の場合、例えば変数が x, y, z のとき任意の単項式は a, b, c を非負整数として
{\displaystyle x^{a}y^{b}z^{c}}
の形である。厳密な議論を要しない多くの場合において、係数を考慮するか否かは問題にならない。係数を持たない冪積は係数 1 が掛かっていると見做すことができるし、多項式の項であるという場合には必ず係数が考慮されている。

## 基底として
変数の冪積としての単項式についての最も明らかな事実は、任意の多項式がそれらの線型結合として書けるという性質を持つことである。このことは数学において絶えず暗黙に使用される（例えば多項式環の単項式基底やその単項式順序）。
より明確に書けば、体 K 上の X1, …, Xn を変数とする多項式全体の成す集合 K[X1, …, Xn] を K 上のベクトル空間とみるとき、X1, …, Xn に関する単項式の全体は K[X1, …, Xn] の基底をなす。
特に一変数 X の多項式全体 K[X] の基底は、単項式列 1, X, X2, …, Xk, … で与えられる。

## 単項式の総数について
（係数を持たない）n-変数の d-次の単項式の数は n 個の変数から d 個の元を選ぶ重複組合せ（変数は一回よりも多く選んでもよいが、順番は気にしない）の総数である。これは多重集合係数 {\displaystyle \textstyle {\left(\!\!{n \choose d}\!\!\right)}} で与えられる。この式はまた d についての多項式として二項係数の形でも与えられるし、d + 1 の上昇階乗冪を使っても与えられる。
{\displaystyle {\begin{aligned}\left(\!\!{n \choose d}\!\!\right)&={\binom {n+d-1}{d}}={\binom {d+(n-1)}{n-1}}\\[5pt]&={\frac {(d+1)\times (d+2)\times \cdots \times (d+n-1)}{1\times 2\times \cdots \times (n-1)}}={\frac {1}{(n-1)!}}(d+1)^{\overline {n-1}}.\end{aligned}}}
後者の形は変数の数を固定して次数を変化させるときに特に役に立つ。これらの式から、固定した n について d-次単項式の総数は、最高次係数が 1/(n−1)! の d を変数とする n − 1 次の多項式であることがわかる。
例えば、三変数 (n = 3) の d-次単項式の数は 1/2(d + 1)2 = 1/2(d + 1)(d + 2) である。これらの数は三角数の列 1, 3, 6, 10, 15, … をなす。
ヒルベルト級数は与えられた次数の単項式の数を表現するコンパクトな方法である。n 変数の d 次単項式の数は
{\displaystyle {\frac {1}{(1-t)^{n}}}}
の形式的ベキ級数展開の次数 d の係数である。

## 単項式の表記法
偏微分方程式論などの分野では単項式を書き表す必要に駆られることが常である。使われる変数が x1, x2, x3, … のように添字づけられた族のときには多重指数記法に従い、たとえば多重指数 α = (a, b, c) に対して、
{\displaystyle x^{\alpha }=x_{1}^{a}\,x_{2}^{b}\,x_{3}^{c}}
のように定めることが有効である。これにより紙幅の大きな節約を図ることができる。

## 単項式の次数
単項式の次数は、変数のすべての冪指数（指数が書かれない変数の指数は 1 と考える）の和として定義される。例えば、xaybzc の次数は a + b + c である。より具体的に、xyz2 の次数は 1 + 1 + 2 = 4 である。また、0 でない定数多項式の次数は 0 である。例えば、（単項式と見た）−7 の次数は 0 である。
- 単項式は斉次多項式である。

主に級数の文脈において、単項式の次数が位数と呼ばれることもある。変数の1つに対する次数と区別する必要のあるときは全次数とも呼ばれる。
単項式の次数は一変数や多変数の多項式の理論の基礎である。明示的には、多項式の次数や斉次多項式の概念を定義したり、グレブナー基底を作り計算するのに使われる次数付き単項式順序のために使われる。暗黙には、多変数のテイラー展開の項をまとめるのに使われる。

## 単項式の幾何
代数幾何学において、多重指数 α の集合に対して単項式方程式系 xα = 0 で定義される代数多様体は斉次性の特別な性質をもっている。これは 代数群の言葉によって 代数トーラス の群作用の存在の観点から（同じことだが対角行列の乗法群によって）表現することができる。このような研究を行う分野はトーラス多様体論あるいはトーラス埋め込み論 (torus embeddings) と呼ばれる。